# Łukasz Nowicki
Łukasz Nowicki (ur. 6 lipca 1973 w Krakowie) – polski aktor teatralny, filmowy i dubbingowy, lektor, dziennikarz i prezenter telewizyjny.

## Życiorys
W 1998 ukończył krakowską PWST. Za rolę w Trzech siostrach Antona Czechowa, spektaklu dyplomowym PWST, otrzymał wyróżnienie na XVI Festiwalu Szkół Teatralnych w Łodzi. W latach 2000–2008 występował jako aktor Teatru Ateneum w Warszawie, debiutując w roli Mariana Walczaka vel Leszczuka w Opętanych Witolda Gombrowicza w reż. Andrzeja Pawłowskiego.
Od 2010 współpracuje z Telewizją Polską jako prezenter telewizyjny; współprowadzi poranny program TVP2 Pytanie na śniadanie (2010–2023, od grudnia 2024) i prowadzi teleturniej Postaw na milion (od marca 2011), poza tym prowadził teleturniej Przyjaciele na zawsze (2020). W lipcu 2025 został oficjalnie ogłoszony jednym z prowadzących siódmej edycji programu The Voice Senior, której emisja telewizyjna rozpocznie się styczniu 2026. Show będzie współprowadził wraz z Martą Manowską.

## Życie prywatne
Jest synem aktora Jana Nowickiego i lekkoatletki Barbary Janiszewskiej-Sobotty. Jego żoną była piosenkarka Halina Młynkowa, z którą ma syna Piotra. Od 2016 żonaty z Olgą Paszkowską, którą poślubił na Bali. W styczniu 2018 urodziła się ich córka Józefina, Nowicki ma również pasierba Zacharego.
Jest członkiem Kościoła Ewangelicko-Augsburskiego. W 2014 przeszedł fragment szlaku pielgrzymkowego Camino del Norte z Aviles do Santiago de Compostela.
20 marca 2018 został ambasadorem dobrej woli UNICEF.

## Filmografia
- 2017: Kurs – mężczyzna
- 2016: Po prostu przyjaźń – Jacek Nowak
- 2015: Historia kobiety – szef Marty
- 2015: Zbrodnia – Mariusz Walicki
- 2013, 2016: Ojciec Mateusz – obsada aktorska (odc. 121), menedżer Karol (odc. 200)
- 2013–2014: Wrzuć na luuuz – Lucjan (odc. 3-4, 7, 10)
- 2012: Prawo Agaty – Maciek
- 2012–2014: Barwy szczęścia – Sławek Wolski, prawnik
- 2011: Prosto w serce – Bogdan Makowski, adwokat Artura Sagowskiego
- 2011: Rodzinka.pl – tata chłopca
- 2011: Hotel 52 – Łukasz Hartman (odc. 29)
- 2010: Fenomen – scenarzysta
- 2009: Grzeszni i bogaci – wielebny Bob
- 2009: Naznaczony – Grypiński Grippen
- 2008: 39 i pół – Rysiek, kolega Darka
- 2007: Hela w opałach – Benek Kostka, trener Kacpra
- 2003–2007: Na Wspólnej – Zygmunt Kraszewski
- 2006: Kochaj mnie, kochaj! – doktor Bartek Milewski
- 2005: 1409. Afera na zamku Bartenstein – stróż prawa
- 2005: Magda M. – Grzegorz Zabraniecki
- 2003: Pogoda na jutro – głos prowadzącego program „Claudii”
- 2003–2004: Męskie-żeńskie – Andrzej, właściciel papugi „Jadzi”
- 2000: Jest sprawa... – Uwe
- 2002–2006: Samo życie – Szymon Sieniawski „Ludo”
- 2001: Na dobre i na złe – ojciec Adasia (odc. 68)
- 2001: Złotopolscy – Borys Stojan
- 2000: Enduro Bojz
- 2000: Skarb sekretarza – Uwe
- 2000: Mała Vilma – Laszlo Kovacs
- 2000–2001: Przeprowadzki – Bogdan Szczygieł
- 2000: Prymas. Trzy lata z tysiąca
- 1999: Prawo ojca – Pałka
- 1999: Córy szczęścia – ochroniarz Roberta
- 1996: Deszczowy żołnierz – Jan Szymański w młodości

### Polski dubbing
- 2019: Toy Story 4 – Buzz Astral
- 2018: Ralph Demolka w internecie – Buzz Astral
- 2016: Ratchet & Clank – Qwark
- 2015: Mały Książę – Oficer policji
- 2014: Siedmiu krasnoludków ratuje Śpiącą Królewnę – Chwatek
- 2012: Avengers – Thor
- 2011: Test Drive Unlimited 2 – pasażer
- 2010: Arcania: Gothic 4 – Snaf
- 2010: Toy Story 3 – Buzz Astral
- 2010: Mass Effect 2 – komandor Shepard
- 2006: Auta
- 2001: Gothic
- 2001: Pokémon 3: Zaklęcie Unown – Spencer Hale / Entei
- 2001: Spirited Away: W krainie bogów – Akio Ogino, tata Chihiro
- 1999-2002: Chojrak – tchórzliwy pies – Komputer
- 1999: Toy Story 2 –
  - Buzz Astral,
  - sklepowy Buzz Astral
- 1999: Stalowy gigant – Kent Mansley
- 1998-1999: Srebrny Serfer – w roli tytułowej
- 1995: Księżniczka Tenko